# Western Oregon University

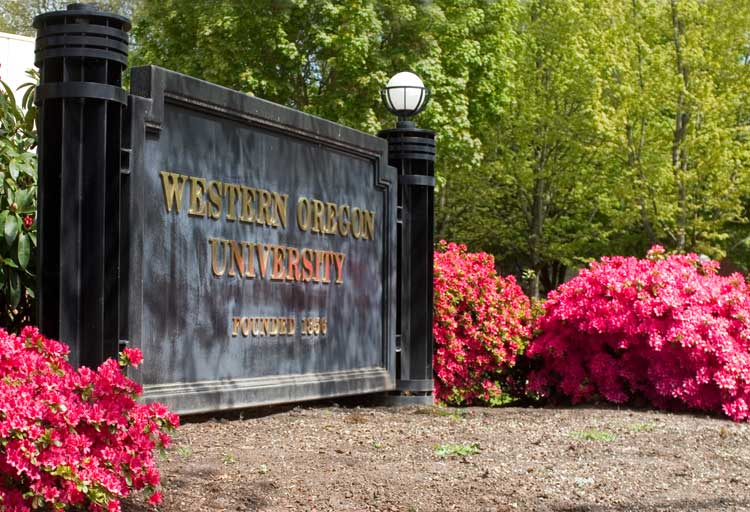
Eingang zur Western Oregon University

Die Western Oregon University (WOU) ist ein staatliches Liberal-Arts-College in Monmouth im US-Bundesstaat Oregon. Gegründet 1856 ist sie die älteste staatliche Hochschule in Oregon und auf Pädagogik und Lehrerausbildung spezialisiert.

## Geschichte
Die Hochschule wurde 1856 als Monmouth University von den ersten Siedlern des Oregon Trail gegründet. In der Folgezeit erfolgten sieben Umbenennungen. 1865 erfolgte eine Fusion mit dem Bethel College aus Bethel. Die neue private Hochschule nannte sich Christian College. Im Jahre 1882 erfolgte die Verstaatlichung und Umwandlung in eine Normalschule unter dem Namen Oregon State Normal School und später Oregon Normal School. In den nächsten Jahrzehnten fand ein stetiges Wachstum statt, so dass die Hochschule in den 1920er Jahren die Zahl von 1.000 Studenten überschritt. 1939 erfolgte die Umbenennung in Oregon College of Education. In den folgenden Jahren expandierte das akademische Programm über die Lehrerausbildung hinaus in die Bereiche Liberal Arts und Naturwissenschaften. Wegen des erweiterten Programms wurde 1977 die Hochschule in Western Oregon State College umbenannt und erhielt 1997 den heutigen Namen.

## Organisation und Studium
Der weit überwiegende Teil der Studenten erwirbt einen Bachelor of Arts oder Bachelor of Science. In den erziehungswissenschaftlichen Fächern und in einzelnen Fächern der Sozialwissenschaften wird auch ein Master angeboten.

## Bekannte Absolventen
- Ariana Richards, Schauspielerin